# Gare de Floreffe
La gare de Floreffe est une gare ferroviaire belge de la ligne 130, de Namur à Charleroi, située au quartier de la Gare sur le territoire de la commune de Floreffe dans la province de Namur en région wallonne.
Elle est mise en service en 1843 par l'administration des chemins de fer de l'État belge. C'est un point d'arrêt sans personnel de la Société nationale des chemins de fer belges (SNCB) desservie par des trains Suburbains (S) (Réseau S de Charleroi).

## Situation ferroviaire
Établie à 86 m d'altitude, la gare de Floreffe est située au point kilométrique (PK) 8,60 de la ligne 130, de Namur à Charleroi, entre les gares de Flawinne et de Franière.

## Histoire
La station de Floreffe est mise en service, le 2 août 1843 par les Chemins de fer de l'État belge qui inaugurent de concert la ligne de Braine-le-Comte à Namur via Charleroi.
Le 18 avril 1860, dans la salle d'attente de la gare de Bruxelles-Nord, est procédée à l'adjudication publique des travaux de construction de bâtiments des recettes des gares d'Auvelais, Floreffe, Bracquegnies et Beaume. Doté de sept travées, il était possiblement identique à ses débuts à celui de la gare d'Auvelais, incendié en 1914, mais il est possible qu'il ait d'emblée été construit selon la variante simplifiée sous laquelle il apparaît,. Il semble cependant probable que ces différences résultent de travaux d'exhaussement entamés en 1894.
La façade est recouverte d'enduit, il n'y a pas de petites lucarnes en toiture, seulement un pignon transversal, avec des rampants au lieu des gradins à la flamande et des arcs en anse de panier au-dessus de chaque portes et fenêtre. De grands pilastres d'angles et des baies à arc en plein cintre aux pignons accentuent les différences avec le plan type standard.
La gare de Bascoup possédait certaines ressemblances avec ce bâtiment et celle d'Auvelais, plus classique, avait néanmoins quelques ressemblances au niveau des arcs de chaque ouverture.
En 1914, juste avant le déclenchement de la guerre, un projet de réaménagement des quais et des voies prévoyait la démolition du bâtiment de la gare de Floreffe ; il ne fut jamais mené à terme. Le bâtiment du XIXe siècle a donc survécu jusqu'à aujourd’hui.
En 1961 la gare est fréquentée par de nombreux voyageurs, notamment des ouvriers et des étudiants, la cour marchandises est également un lieu de chargement des wagons par des entreprises locales.
Le 23 mai 1993, elle est incluse dans la liste des gares qui voient leur guichet supprimé.
À la fin des années 2010, la halle à marchandises de la gare, qui tombait en ruine, a été rénovée et transformée en centre de logistique pour la coopérative agricole Paysans Artisans.

## Service des voyageurs

### Accueil
Halte SNCB, c'est un point d'arrêt non géré (PANG), à accès libre.

### Desserte
Floreffe est desservie par des trains Suburbains (S) (ligne S61) de la SNCB  qui effectuent des missions sur la ligne 130 Charleroi-Namur (voir fiche horaire).

#### Semaine
Il existe deux trains S61 par heure : les premiers reliant Jambes (ou Namur) à Ottignies et Wavre via Charleroi ; les seconds étant limités à Charleroi-Charleroi.

#### Week-end et jours fériés
La desserte comprend un train S61, toutes les deux heures, entre Namur et Ottignies via Charleroi.

### Intermodalité
Un parc pour les vélos et un parking pour les véhicules y sont aménagés. Des bus desservent la gare.

## Comptage voyageurs
Ce graphique et tableau montre le nombre de voyageurs embarquant en moyenne durant la semaine, le samedi et le dimanche.
| Nombre de passagers qui embarquent à la gare de Floreffe | Nombre de passagers qui embarquent à la gare de Floreffe | Nombre de passagers qui embarquent à la gare de Floreffe | Nombre de passagers qui embarquent à la gare de Floreffe |
|                                                          | Semaine                                                  | Samedi                                                   | Dimanche                                                 |
| -------------------------------------------------------- | -------------------------------------------------------- | -------------------------------------------------------- | -------------------------------------------------------- |
| 1977                                                     | 218                                                      | 73                                                       | 44                                                       |
| 1978                                                     | 425                                                      | 61                                                       | 57                                                       |
| 1979                                                     | 227                                                      | 79                                                       | 49                                                       |
| 1980                                                     | 277                                                      | 58                                                       | 55                                                       |
| 1981                                                     | 320                                                      | 107                                                      | 66                                                       |
| 1982                                                     | 254                                                      | 71                                                       | 41                                                       |
| 1983                                                     | 269                                                      | 62                                                       | 51                                                       |
| 1984                                                     | 269                                                      | 28                                                       | 37                                                       |
| 1985                                                     | 193                                                      | 34                                                       | 47                                                       |
| 1986                                                     | 219                                                      | 45                                                       | 21                                                       |
| 1987                                                     | 197                                                      | 27                                                       | 25                                                       |
| 1988                                                     | 185                                                      | 35                                                       | 38                                                       |
| 1989                                                     | 175                                                      | 24                                                       | 39                                                       |
| 1990                                                     | 177                                                      | 43                                                       | 35                                                       |
| 1991                                                     | 182                                                      | 39                                                       | 32                                                       |
| 1992                                                     | 194                                                      | 42                                                       | 37                                                       |
| 1993                                                     | 162                                                      | 28                                                       | 24                                                       |
| 1994                                                     | 244                                                      | 36                                                       | 19                                                       |
| 1995                                                     | 181                                                      | 43                                                       | 19                                                       |
| 1996                                                     | 213                                                      | 45                                                       | 25                                                       |
| 1997                                                     | 199                                                      | 39                                                       | 26                                                       |
| 1998                                                     | 167                                                      | 34                                                       | 14                                                       |
| 1999                                                     | 170                                                      | 22                                                       | 27                                                       |
| 2000                                                     | 156                                                      | 40                                                       | 22                                                       |
| 2001                                                     | 157                                                      | 14                                                       | 26                                                       |
| 2002                                                     | 137                                                      | 30                                                       | 15                                                       |
| 2003                                                     | 139                                                      | 28                                                       | 26                                                       |
| 2004                                                     | 174                                                      | 36                                                       | 28                                                       |
| 2005                                                     | 188                                                      | 42                                                       | 22                                                       |
| 2006                                                     | 199                                                      | 22                                                       | 24                                                       |
| 2007                                                     | 210                                                      | 46                                                       | 34                                                       |
| 2008                                                     | -                                                        | -                                                        | -                                                        |
| 2009                                                     | 183                                                      | 34                                                       | 25                                                       |
| 2010                                                     | -                                                        | -                                                        | -                                                        |
| 2011                                                     | -                                                        | -                                                        | -                                                        |
| 2012                                                     | 181                                                      | 36                                                       | 38                                                       |
| 2013                                                     | 201                                                      | 33                                                       | 38                                                       |
| 2014                                                     | 196                                                      | 16                                                       | 11                                                       |
| 2015                                                     | 150                                                      | 34                                                       | 20                                                       |
| 2016                                                     | 160                                                      | 47                                                       | 32                                                       |
| 2017                                                     | 169                                                      | 26                                                       | 34                                                       |
| 2018                                                     | 204                                                      | 33                                                       | 22                                                       |
| 2019                                                     | 169                                                      | 35                                                       | 31                                                       |
| 2020                                                     | 149                                                      | 51                                                       | 44                                                       |
| 2021                                                     | -                                                        | -                                                        | -                                                        |
| 2022                                                     | 212                                                      | 89                                                       | 58                                                       |
| 2023                                                     | 269                                                      | 77                                                       | 93                                                       |
| 2024                                                     | 265                                                      | 111                                                      | 92                                                       |

## Galerie de photographies

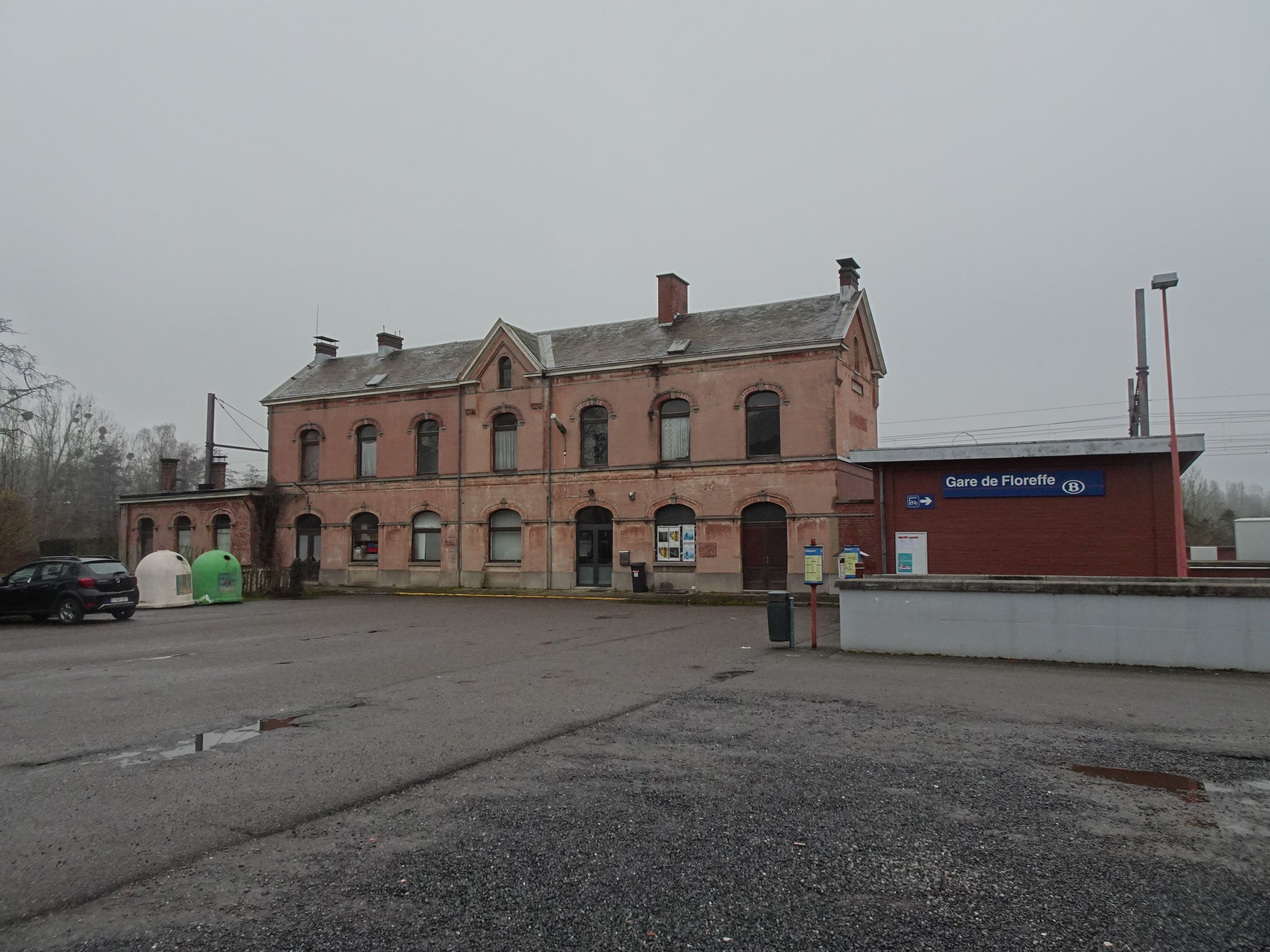
Bâtiment de la gare, côté rue.
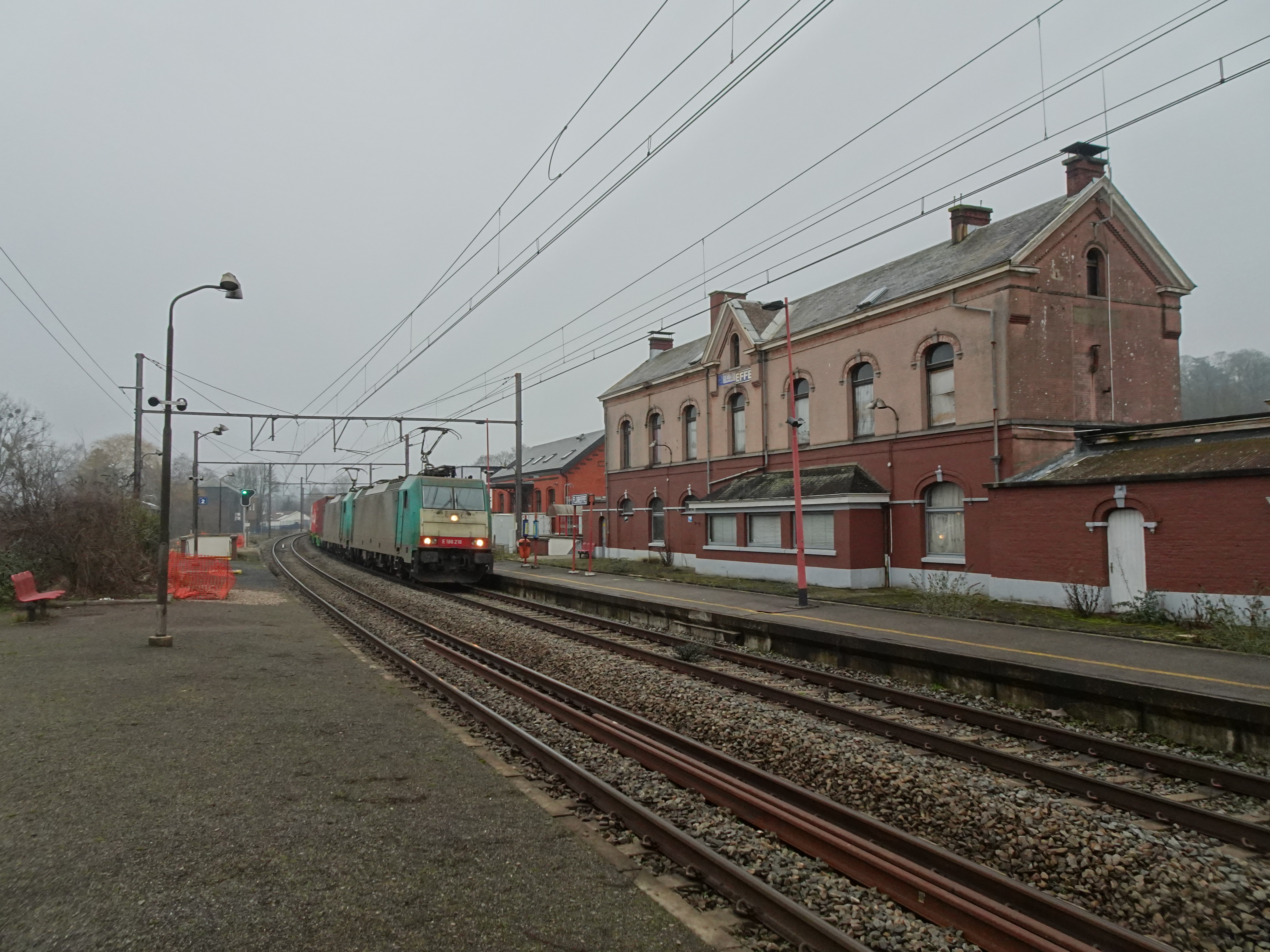
Train de marchandises en passage.
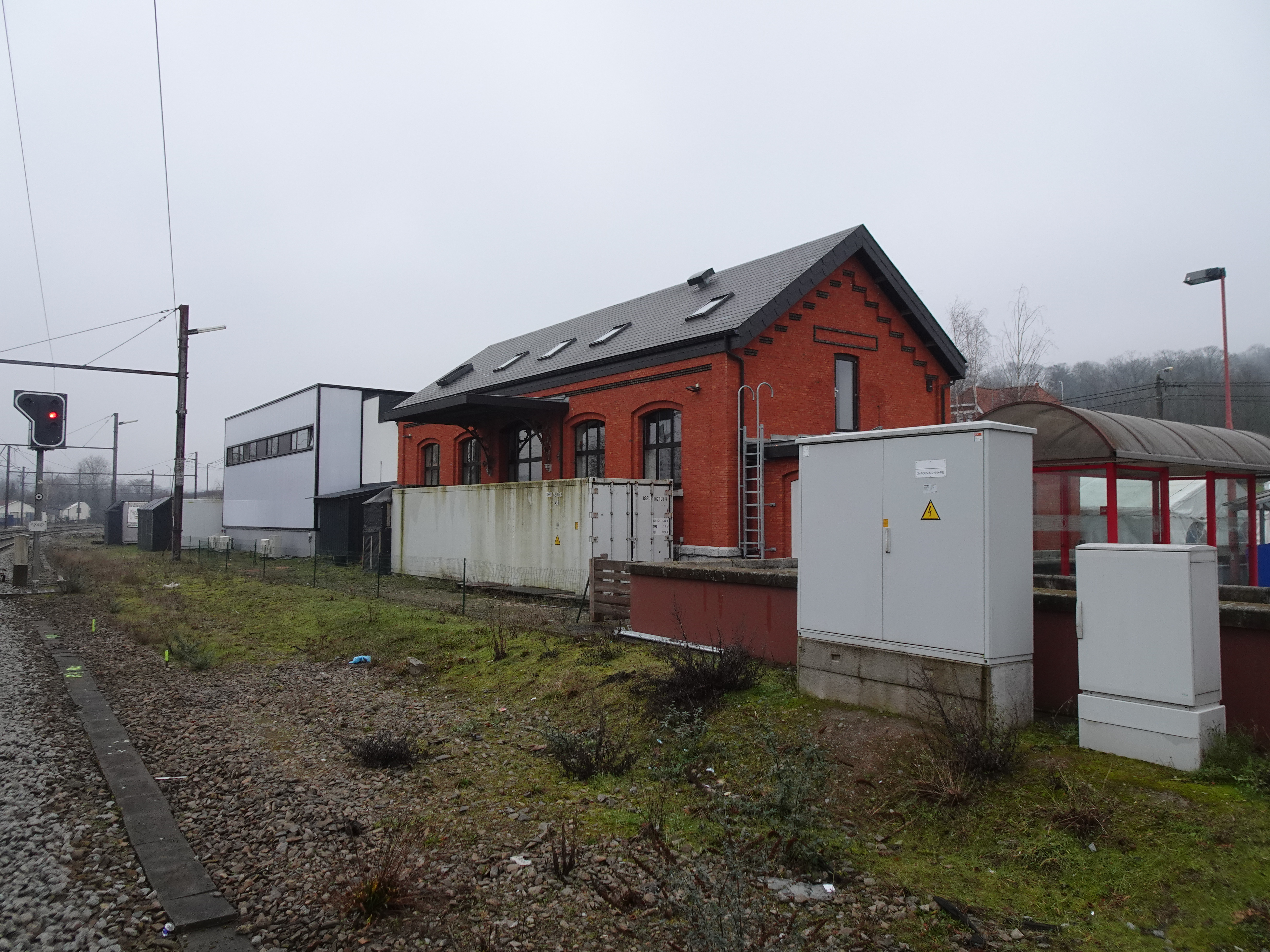
Ancienne halle à marchandises rénovée.